# Семенюк, Мария Васильевна
Мария Васильевна Семенюк (род. 8 ноября 1984) — украинская самбистка и дзюдоистка, чемпионка Украины по дзюдо, призёр летней Универсиады 2003 года в Тэгу, чемпионка и призёр чемпионатов Европы и мира по самбо.

## Спортивная карьера
Первым заметным успехом Марии Семенюк стала серебряная медаль на чемпионате Европы по дзюдо среди кадетов в 2000 году. В дальнейшем она завоевала медали всех достоинств, в том числе и высшего, на чемпионатах Европы и мира по самбо. В 2003 году Семенюк завоевала бронзовую медаль в соревнованиях по дзюдо на Универсиаде в Тэгу. В 2007 году она стала серебряным призёром III Украинских спортивных игр в соревнованиях по дзюдо. Кроме того, Семенюк является победительницей и призёром престижных международных турниров.

## Спортивная результаты
- Чемпионат Европы по дзюдо среди юниоров 2003 года — ;
- Чемпионат Европы по дзюдо среди молодёжи 2003 года — ;
- Чемпионат Украины по дзюдо 2004 года — ;
- Чемпионат Украины по дзюдо 2005 года — ;
- Чемпионат Украины по дзюдо среди молодёжи 2005 года — ;
- Чемпионат Украины по дзюдо 2008 года — ;